# L'Homme tatoué
Pour plus de détails, voir Fiche technique et Distribution.
L'Homme tatoué (titre original : The Illustrated Man) est un film américain de Jack Smight sorti en 1969.

## Synopsis
Un homme entièrement recouvert de tatouages part à la recherche de la femme qui les a réalisés. Chacun d'eux a une histoire se déroulant dans le futur...

## Fiche technique
- Titre original : The Illustrated Man
- Réalisation : Jack Smight
- Scénario : Howard B. Kreitsek d'après The Veldt, The Long Rain et The Last Night of the World par Ray Bradbury
- Directeur de la photographie : Philip Lathrop
- Montage : Archie Marshek
- Musique : Jerry Goldsmith
- Costumes : Anthea Sylbert
- Production : Howard B. Kreitshek et Ted Mann
- Genre : Film de science-fiction
- Pays de production :  États-Unis
- Durée : 103 minutes (1 h 43)
- Dates de sortie :
  - États-Unis : 26 mars 1969
  - France : 29 juillet 1970
- Affiche : Bill Gold (États-Unis)

## Distribution
- Rod Steiger (VF : André Valmy) : Carl
- Claire Bloom (VF : Nadine Alari) : Felicia
- Robert Drivas (VF : Bernard Murat) : Willie
- Don Dubbins (VF : Marc de Georgi) : Pickard
- Jason Evers (VF : Claude Joseph) : Simmons
- Tim Weldon (VF : Roland Demongeot) : John
- Christine Matchett (VF : Janine Forney) : Anna
- Pogo : Peke